# Ozero Zvanoje (sjö i Belarus, Vitsebsks voblast, lat 55,65, long 29,52)
Ozero Zvanoje (ryska: Озеро Званое) är en sjö i Belarus.   Den ligger i voblasten Vitsebsks voblast, i den norra delen av landet, 230 km nordost om huvudstaden Minsk. Ozero Zvanoje ligger 140 meter över havet. Arean är 0,22 kvadratkilometer. Den sträcker sig 0,6 kilometer i nord-sydlig riktning, och 0,8 kilometer i öst-västlig riktning.
I omgivningarna runt Ozero Zvanoje växer i huvudsak blandskog. Runt Ozero Zvanoje är det glesbefolkat, med 14 invånare per kvadratkilometer.